# Journal of Money, Credit and Banking
El Journal of Money, Credit and Banking es una revista académica revisada por pares que cubre cuestiones monetarias y financieras en macroeconomía. Lo publica Wiley-Blackwell en nombre del Departamento de Economía de la Universidad Estatal de Ohio.  Los editores en jefe son Sanjay Chugh (Universidad Estatal de Ohio), Robert DeYoung (Universidad de Kansas), Pok-sang Lam (Universidad Estatal de Ohio), Kenneth D. West (Universidad de Wisconsin-Madison).

## Replicabilidad
En 2004, la American Economic Review instituyó un archivo obligatorio para el envío de datos y códigos utilizados en los envíos de revistas económicas para garantizar la replicabilidad y legitimidad de la investigación. Un análisis del Journal of Money, Credit and Banking de 1996 a 2003 encontró que sólo 14 de 186 artículos empíricos podían replicarse. Algunos economistas han publicado sugerencias sobre procedimientos para garantizar la replicabilidad de los artículos de revistas. Como resultado, los editores de la revista modificaron sus procedimientos a partir del número de diciembre de 2006. Las enmiendas no produjeron los resultados deseados. En la edición de diciembre de 2006, sólo 2 de 9 artículos empíricos tenían datos y código en el archivo, ninguno de los cuales podía reproducir los resultados publicados. 